# 沃爾塔冰原島峰
72°5′S 1°44′E / 72.083°S 1.733°E
沃爾塔冰原島峰（德語：Vorta），是南極洲的冰原島峰，位於毛德皇后地的瑪塔公主海岸，處於斯維爾德魯普山脈的以東9公里，屬於布拉特斯卡韋特山的一部分，由德國探險隊拍攝空中照片，現時由南極條約體系管理。